# Acho Namgyal
Acho Namgyal (1894 Dakpo - 1942 Lhassa) est un célèbre musicien tibétain aveugle.

## Biographie
Acho Namgyal est né à Dakpo au Tibet central. À un jeune âge, échappant à la vigilance de ses parents, de pauvres fermiers, ses yeux furent arrachés par un corbeau affamé. La cécité complète accrut le sens de l'ouïe de l'enfant.
Dès son plus jeune âge Acho a commencé à jouer du danyen (luth tibétain) dans la rue près de son domicile, pour gagner quelques pièces de monnaie des villageois et des voyageurs. Peu à peu, les doigts de Acho ont appris à jouer du danyen, et ses heures ont été consacrées à l'écoute des villageois chantant dans les champs. Il a ensuite reproduit ces chansons folkloriques. Un aristocrate en visite de Lhassa vit le jeune garçon aveugle jouant du danyen sur une rue de Dakpo. Reconnaissant son potentiel musical, il descendit de cheval et demanda au garçon s'il voulait se rendre à Lhassa avec lui. Une fois à Lhassa, le noble convainquit le célèbre musicien Bai Wali, un musulman tibétain, d'enseigner à l'aveugle, et Wali est ainsi devenu le premier professeur de musique d'Acho Namgyal. Rabsal Abdul Rehman, un autre musulman tibétain, fut un autre de ses enseignants. Plus tard, tous deux rejoignirent l'orchestre d'Acho Namgyal pour jouer de la musique Nangma (en).
Un autre moment déterminant dans le développement d'Acho Namgyal fut le festival Shoton annuel à Lhassa, au cours duquel divers groupes d'opéra de tout le Tibet se produisaient. Chungpa Lhamo, un groupe leader de l'opéra tibétain de l'époque, joua dans le jardin du Palais de Norbulingka. Acho Namgyal assis parmi le public, assista à la performance du groupe, dirigé par l'éminent professeur Phurbu Dhondup, un favori du 13e Dalaï Lama, jouant l'opéra Chungpo Dhonyo et Dhondup - l'histoire de deux frères princiers, dont l'un partit en exil tandis que l'autre resta s'occuper de son peuple. La femme d'Acho Namgyal lui a décrit les décors et les costumes ainsi que les expressions faciales des artistes, de leurs mouvements physiques et les réactions des spectateurs quand ils riaient pendant les scènes comiques ou pleuraient quand le frère aîné est parti en exil.
Acho Namgyal a également été à l'écoute intensément à chaque pas et moment musical. Plus tard, il a créé un style novateur de Jhangshey ou Toeshey (en) (littéralement « danses du Tibet occidental ») selon la performance du Chungpa Lhamo, avec le Nangma existant. Ce faisant, il a créé et popularisé un genre unique connu sous le nom de Nangma Toeshey, se produisant auprès des aristocrates autant qu'il a été apprécié et chanté par tout le peuple du Tibet au début du XXe siècle.
Avec son épanouissement musical, Acho Namgyal côtoya de nombreux autres artistes, la plupart étant des gens ordinaires, musiciens et chanteurs talentueux. Dans les années 1930, plusieurs groupes Nangma d'Acho Namgyal, comprenant jusqu'à 75 artistes, incluaient deux célèbres chanteuses, Sonam Yangzom et Phurbu Dolma, connus par leurs surnoms Chat et Corneille, respectivement. Un musulman tibétain nommé Akbar jouait de la flûte, Bai Wali du piwang (un violon à deux cordes) et un autre musicien, Harmeri, du danyen. Acho Namgyal a joué à la fois du danyen et du piwang. Les autres membres de la bande inclus Sakya, qui a joué du piwang, Pema, le joueur de flûte, Rabsal Abdul Rehman, qui a joué du danyen, et deux autres chanteuses, Acha Yertsa et Ghau Number. Différents groupes d'Acho Namgyal étaient invités à jouer lors d'occasions sociales comme les mariages, les fêtes du Nouvel An et autres fêtes.
Acho Namgyal a également formé un groupe avec ses amis aristocrates et des étudiants, dont Sholkhang Sonam Dargyal, Nornang, Marlampa, Maja Tséwang Gyurme entre autres. Il s'agissait d'un groupe d'élite, dont les membres jouaient la plupart du temps pour eux-mêmes, pour le plaisir et pour divertir les membres de leur famille. Chaque samedi matin, un groupe répétait et chaque après-midi une performance avait lieu impliquant tous les membres de la bande. Certains samedi matins comprenaient également des lectures de poésie et de tsik gyak, un jeu verbal dans lequel chaque membre parlait un langage poétique énigmatique, auquel d'autres lui répondaient de la même manière.
Acho Namgyal fit du Nangma un phénomène de la vie courante à Lhassa. La popularité retrouvée du Nangma était telle qu'il a donné lieu à un dicton : «Oh, cette chanson! Même mes chiens la connaissent de haut en bas !
Acho est décédé en 1942 à l'âge de 48 ans. Le seul membre survivant de ses groupes est Pema, le joueur de flûte, qui vit toujours à Lhassa. Pourtant, les chansons d'Acho Namgyal vivent encore aujourd'hui dans les spectacles Nangma.

## Film
Sonam Tashi (Acho Danny), ancien élève de l'Institut tibétain des arts du spectacle, et Eric Henningsen ont réalisé un film documentaire biographique intitulé Acho Namgyal: the gift of music sorti en 2010 à Dharamsala et comprenant des interviews de Maja Tsewang Gyurme, Sampho Rinpoché, Nornang, Sholkhang Sonam Dargyal, et Tashi Tsering.